# Leprodera elongata
Leprodera elongata är en skalbaggsart som beskrevs av Thomson 1857. Leprodera elongata ingår i släktet Leprodera och familjen långhorningar. Inga underarter finns listade i Catalogue of Life.